# Nils Robert Hellsten
Nils Robert Hellsten (* 7. Oktober 1885 in Stockholm; † 14. November 1963 ebenda) war ein schwedischer Turner.

## Leben
An den Olympischen Sommerspielen 1908 in London nahm er am Mannschaftsmehrkampf, einem der beiden Wettkämpfe im Geräteturnen, teil und gewann mit der schwedischen Mannschaft, die aus 38 Turnern bestand, die Goldmedaille.
Sein Verein war die Stockholms GF aus Täby.